# جورج أرمسترونغ (لاعب كرة قاعدة)
جورج أرمسترونغ (بالإنجليزية: George Armstrong)‏ هو لاعب كرة قاعدة أمريكي، ولد في 3 يونيو 1924 في أورانج ‏ في الولايات المتحدة، وتوفي بنفس المكان في 24 يوليو 1993.

## وصلات خارجية
- جورج أرمسترونغ على موقعبيزبول رفرنس.كوم (الدوري الرئيسي) (الإنجليزية)